# Wahlen zum Repräsentantenhaus der Vereinigten Staaten 1818
Bei den Wahlen zum Repräsentantenhaus der Vereinigten Staaten 1818 wurden in den Vereinigten Staaten seit dem 26. April 1818 an verschiedenen Wahltagen die Abgeordneten des Repräsentantenhauses gewählt. Die Wahlen waren Teil der allgemeinen Wahlen zum 16. Kongress der Vereinigten Staaten in jenem Jahr, in dem auch ein Drittel der US-Senatoren gewählt wurde. Da die Wahlen etwa in der Mitte der ersten vierjährigen Amtszeit von Präsident James Monroe stattfanden (Midterm Election), galten sie auch als Votum über die bisherige Politik des Präsidenten.
Zum Zeitpunkt der Wahlen bestanden die Vereinigten Staaten aus 21 Bundesstaaten (Mississippi und Illinois waren als neue Staaten hinzugekommen). Die Zahl der zu wählenden Abgeordneten betrug 186. Die Sitzverteilung im Repräsentantenhaus basierte auf der Volkszählung von 1810. Bei den Wahlen konnte die Demokratisch-Republikanische Partei des Präsidenten weitere deutliche Gewinne erzielen, während die Föderalistische Partei weitere 13 Sitze verlor und damit mit nur noch 26 Sitzen nur knapp 14 % der Abgeordneten stellen konnte. Diese Wahl setzte den zwei Jahre zuvor begonnenen Trend des Niedergangs der Föderalisten fort. Einer der Hauptgründe dafür war nach wie vor ihre Haltung während des Britisch-Amerikanischen Kriegs, den die Partei abgelehnt hatte. Nach dem Ende des Krieges (1815) wurde das von vielen Amerikanern als Verrat betrachtet. Hinzu kamen Bestrebungen der von den Föderalisten unterstützen Neuenglandstaaten, wegen des Krieges aus der Union auszutreten (Hartford Convention, 1814–1815). Es kam zwar nicht zum Austritt aus der Union, das Unterfangen wurde aber von vielen Wählern aus anderen Landesteilen als Hochverrat angesehen und kostete den Föderalisten viele Stimmen. Diese Gründe waren bereits 1816 für die damalige Niederlage der Föderalisten verantwortlich gewesen. Hinzu kam nun auch noch eine große Zufriedenheit der Amerikaner mit der Politik von Präsident James Monroe (Era of good feeling).
Frauen und Sklaven waren weder wahlberechtigt noch wählbar. In vielen Bundesstaaten waren auch freie Afroamerikaner von der Wahl ausgeschlossen. Das Wahlrecht für freie Männer war außerdem an einen gewissen Grundbesitz oder an ein bestimmtes Steueraufkommen gebunden.

## Wahlergebnis
- Demokratisch-Republikanische Partei: 160 (146) Sitze
- Föderalistische Partei: 26 (39) Sitze

Gesamt: 186
In Klammern sind die Ergebnisse der letzten regulären Wahlen von 1816. Veränderungen im Verlauf der Legislaturperiode, die nicht die Wahlen an sich betreffen, sind bei diesen Zahlen nicht berücksichtigt, werden aber im Artikel über den 16. Kongress im Abschnitt über die Mitglieder des Repräsentantenhauses bei den entsprechenden Namen der Abgeordneten vermerkt. Das Gleiche gilt für Wahlen in Staaten, die erst nach dem Beginn der Legislaturperiode der Union beitraten. Daher kommt es in den Quellen gelegentlich zu unterschiedlichen Angaben, da manchmal Veränderungen während der Legislaturperiode in die Zahlen eingearbeitet wurden und manchmal nicht.